# Adivina (álbum)
Adivina es el nombre del tercer álbum de estudio del artista catalán Sergio Dalma. Fue editado por Horus en 1992.

## Listado de canciones
Todas las canciones escritas y compuestas por Luis Gómez-Escolar y Julio Seijas, excepto donde se indiquen. 
| N.º | Título                                                                                | Duración |  |
| 1.  | «Un anillo en la fuente»                                                              | 5:00     |  |
| 2.  | «Tiburón»                                                                             | 3:57     |  |
| 3.  | «Ave Lucia» (G.Escolar, Seijas y Jayne M. Painter)                                    | 4:20     |  |
| 4.  | «Adivina»                                                                             | 4:10     |  |
| 5.  | «Ya nadie llora por un mar»                                                           | 4:45     |  |
| 6.  | «La vida empieza hoy»                                                                 | 4:20     |  |
| 7.  | «Tabú» (G.Escolar, Molina y Seijas)                                                   | 3:20     |  |
| 8.  | «Febrero»                                                                             | 4:33     |  |
| 9.  | «Una historia distinta (Amore Banale)» (Piero Cassano; Adaptación: G.Escolar, Seijas) | 4:33     |  |
| 10. | «Que harías tu»                                                                       | 4:36     |  |

1. Preghero (Bonus track). - 3:40

## Personal
- Julio Seijas, Luis Gómez-Escolar - Producción, Arreglos y Dirección
- Cayetano Carral, Jacobo Pérez Enciso - Dirección de Arte y Diseño Gráfico

- Datos: Q5657745